# Rorippa camelinae
Rorippa camelinae är en korsblommig växtart som först beskrevs av Fisch. och Carl Anton von Meyer, och fick sitt nu gällande namn av Édouard Spach. Rorippa camelinae ingår i släktet fränen, och familjen korsblommiga växter. Inga underarter finns listade i Catalogue of Life.